# 香川県道166号岩崎高松線
香川県道166号岩崎高松線（かがわけんどう166ごう いわさきたかまつせん）は、香川県高松市を通る一般県道である。

## 概要

### 路線データ
- 起点：香川県高松市香川町川東上（国道193号交点）
- 終点：香川県高松市太田上町（香川県道280号高松香川線交点）
- 総延長：10.655 km

## 路線状況

### 名称・愛称
- 仏生山街道（高松市）
- 本町通り（高松市）
- 赤坂線（高松市）※コトデンバス（現・ことでんバス）赤坂線（廃止）のルートだったため。

## 地理

### 通過する自治体
- 高松市

### 交差する道路
| 交差する道路                           | 交差する場所 | 交差する場所       |
| -------------------------------------- | ------------ | ------------------ |
| 国道193号                              | 香川町川東上 | 起点               |
| 香川県道13号三木綾川線                 | 香川町川東上 | 香川町川東上交差点 |
| 香川県道164号三谷香川線                | 仏生山町甲   |                    |
| 香川県道12号三木国分寺線               | 仏生山町甲   | 出作交差点         |
| 香川県道147号太田上町志度線 / バイパス | 多肥上町     |                    |
| 香川県道147号太田上町志度線            | 太田上町     |                    |
| 香川県道280号高松香川線                | 太田上町     | 終点               |

### 交差する鉄道
- 高松琴平電気鉄道琴平線

### 沿線
- 仏生山公園